# Al Mancini
Alfred Benito Mancini (Steubenville, 13 de novembro de 1932 — London, 12 de novembro de 2007), mais conhecido como Al Mancini, foi um ator norte-americano de cinema, televisão e teatro. Também tem créditos como roteirista televisivo.

## Primeiros anos e educação
Filho de pais de ascendência italiana, Mancini nasceu e cresceu em London, Ohio. Ele concluiu o ensino médio em 1950 na London High School. Seu pai, Marino, era sapateiro e atuava no teatro amador nas horas vagas. Esse interesse pelas artes cênicas passou para Mancini, que se formou em arte comercial pela Universidade de Kent em Ohio, mas decidiu que queria ser ator profissional, tendo desenvolvido suas habilidades de atuação ao participar de peças na escola e na faculdade.

## Carreira
Após mudar-se para Nova Iorque no início dos anos 1960, entrou para o grupo satírico de teatro de revista The Premise. Posteriormente, transferiu-se com o show para o Comedy Theatre Theatre no West End de Londres. A partir de então, juntou-se ao elenco e equipe de roteiristas do programa televisivo de sátira britânico That Was the Week That Was (TW3), exibido pela BBC e apresentado por David Frost. Após deixar a atração em 1963, Mancini permaneceu no Reino Unido, assumindo papéis em várias telesséries populares. Contudo, ficou mais conhecido por interpretar o soldado Tassos Bravos no filme The Dirty Dozen (1967), dirigido por Robert Aldrich.
Retornando aos Estados Unidos na década de 1970, ele continuou trabalhando no teatro, recebendo em 2002 o prêmio Theatre LA Ovation por um revival de The Time of Your Life, de William Saroyan. Na televisão, participou de programas como Rhoda, All in the Family e NYPD Blue. Também estrelou vários filmes, incluindo Miller's Crossing (1990), dos irmãos Cohen, e Falling Down (1993), no qual contracenou com Michael Douglas. Além disso, deu voz a personagens na série Jacknory (1971) e no filme Babe: Pig in the City (1998). Seu último papel, em 2005, foi em um episódio de Joan of Arcadia. Ele atuou e ensinou atuação por mais de 30 anos na Beverly Hills Playhouse.

## Vida pessoal
Mancini foi casado com Denny Dayviss, em 1965, e com Carlyn Clayton, em 1973; ambas as uniões terminaram em divórcio. Ele aposentou-se do entretenimento em 2005 após ser diagnosticado com a doença de Alzheimer. Morreu em London, Ohio, no dia anterior ao seu aniversário de 75 anos.

## Filmografia

### Cinema
| Ano  | Título                                            | Papel                         | Notas                          | Ref.        |
| ---- | ------------------------------------------------- | ----------------------------- | ------------------------------ | ----------- |
| 1965 | The Dirty Game                                    |                               | Não creditado                  | [ 4 ]       |
| 1967 | The Dirty Dozen                                   | Tassos Bravos                 |                                | [ 5 ]       |
| 1968 | To Grab the Ring                                  | David Knight                  |                                | [ 6 ] [ 7 ] |
| 1968 | Don't Raise the Bridge, Lower the River           | Motorista português           |                                | [ 6 ]       |
| 1969 | 11.50 from Zürich                                 |                               | Curta-metragem                 | [ 6 ]       |
| 1971 | Welcome to the Club                               | Soldado Marcantonio           |                                | [ 5 ]       |
| 1972 | Go for a Take                                     | Diretor 'sul-americano'       |                                | [ 8 ]       |
| 1975 | De dwaze lotgevallen van Sherlock Jones           | Don Rattazzi                  |                                | [ 7 ] [ 8 ] |
| 1985 | Turk 182                                          | Homem irado na TV             |                                | [ 5 ]       |
| 1985 | Agent on Ice                                      | Tio Tony                      |                                | [ 4 ]       |
| 1987 | Mission Manila                                    | Costelo                       |                                | [ 6 ]       |
| 1988 | Big Business                                      | Garçom                        |                                | [ 5 ]       |
| 1990 | Far Out Man                                       | Detetive de Fresno            |                                | [ 5 ]       |
| 1990 | Miller's Crossing                                 | Tic-Tac                       |                                | [ 5 ]       |
| 1990 | Loose Cannons                                     | Homem inquilino               |                                | [ 5 ]       |
| 1992 | The Public Eye                                    | Balconista da loja de câmeras |                                | [ 5 ]       |
| 1993 | Falling Down                                      | Jim (jogador de golfe)        |                                | [ 5 ]       |
| 1994 | It Runs in the Family                             | Zudoc                         | tcc.: My Summer Story          | [ 4 ]       |
| 1998 | Babe: Pig in the City                             | Peixe                         | Voz                            | [ 6 ]       |
| 1999 | The Joyriders                                     | Homem mais velho no cinema    |                                | [ 9 ]       |
| 2006 | Armed and Deadly: The Making of 'The Dirty Dozen' | Ele mesmo                     | Documentário de curta-metragem | [ 7 ]       |

### Televisão
| Ano     | Título                                   | Papel                  | Notas                                        | Ref.          |
| ------- | ---------------------------------------- | ---------------------- | -------------------------------------------- | ------------- |
| 1959    | The DuPont Show of the Month             | Nicolas                | Episódio: "I, Don Quixote"                   | [ 10 ]        |
| 1960    | Armstrong Circle Theatre                 | Antonio Scafolo        | Episódio: "Illegal Entry"                    | [ 11 ] [ 12 ] |
| 1961    | Naked City                               |                        | 1 episódio                                   | [ 3 ]         |
| 1962-63 | That Was the Week That Was               | Ele mesmo              | Série satírica; roteirista                   | [ 3 ] [ 13 ]  |
| 1966    | Take a Sapphire: Part 1                  | O povo do Brasil       | Telefilme                                    | [ 14 ]        |
| 1966    | BBC Play of the Month                    | Mindel                 | Episódio: "Make Me an Offer: Part 1"         | [ 15 ]        |
| 1967    | The Prisoner                             | Locutor de rádio       | Episódio: "The General"                      | [ 1 ] [ 16 ]  |
| 1968    | Virgin of the Secret Service             | Jesse                  | Episódio: "The Professor Goes West"          | [ 17 ]        |
| 1968    | The Jazz Age                             | Nick                   | Episódio: "Broadway"                         | [ 18 ]        |
| 1968    | Contrasts                                | Assobiador             | Episódio: "The Gentle Art of Making Enemies" | [ 14 ]        |
| 1969    | Department S                             | Durres                 | Episódio: "Six Days"                         | [ 8 ]         |
| 1969    | Armchair Theatre                         | Jimmy                  | Episódio: "On Vacation"                      | [ 8 ]         |
| 1969    | Salve Regina                             | Arlecchino             | Telefilme                                    | [ 6 ]         |
| 1970    | Never Mind the Quality, Feel the Width   | Primo Lionel           | Episódio: "Blood Is Thinner Than Water"      | [ 13 ]        |
| 1970-71 | UFO                                      | Robinson / Andy Conroy | 2 episódios                                  | [ 8 ]         |
| 1971    | Dear Mother... ...Love Albert            | Robbie Ritchie         | Episódio: "The Compulsive Gambler"           | [ 13 ]        |
| 1971-74 | Jackanory                                | Contador de histórias  | Recorrente; voz                              | [ 1 ] [ 19 ]  |
| 1972    | BBC Plays                                | Elliott Martin         | Episódio: "Poet Game"                        | [ 8 ] [ 20 ]  |
| 1972    | Jason King                               | Placide                | Episódio: "Nadine"                           | [ 8 ]         |
| 1972    | The Protectors                           | Garçom                 | Episódio: "See No Evil"                      | [ 16 ]        |
| 1972    | The Resistible Rise of Arturo Ui         | Givola                 | Telefilme; renomeado para The Gangster Show  | [ 3 ] [ 6 ]   |
| 1972    | Madigan                                  | Queenie Ryan           | Episódio: "The London Beat"                  | [ 6 ] [ 12 ]  |
| 1972    | Hallmark Hall of Fame                    | Westcott               | Episódio: "The Man Who Came to Dinner"       | [ 21 ]        |
| 1972    | Baffled!                                 | Entrevistador da TV    | Telefilme                                    | [ 6 ]         |
| 1972    | Madame Sin                               | Pescador               | Telefilme                                    | [ 6 ]         |
| 1972    | Jackanory Playhouse                      | Executivo              | Episódio: "The Coming of the Kings"          | [ 22 ]        |
| 1973    | Late Night Theatre                       | Repórter americano     | Episódio: "The Eagle Has Landed"             | [ 8 ]         |
| 1974    | Special Branch                           | Le Fevre               | Episódio: "Entente Cordiale"                 | [ 8 ]         |
| 1974    | Colditz                                  | Capitão Harry Nugent   | 3 episódios                                  | [ 1 ] [ 6 ]   |
| 1975    | The Hanged Man                           | Joe Shapiro            | Episódio: "Grail and Platter"                | [ 23 ]        |
| 1976    | Monster Squad                            | Bumble Bee             | Episódio: "Queen Bee"                        | [ 24 ]        |
| 1976    | Rhoda                                    | Steve Kovacks          | Episódio: "H-e-e-e-r-e's Johnny"             | [ 6 ] [ 25 ]  |
| 1977    | All in the Family                        | Batedor de carteiras   | Episódio: "Mike the Pacifist"                | [ 16 ]        |
| 1977    | 240-Robert                               | Vic                    | Episódio: "Poison Air"                       | [ 26 ]        |
| 1985    | Brass                                    | Gianni Farro           | Telefilme                                    | [ 4 ]         |
| 1985    | The Delos Adventure                      | Koutsavaki             | Telefilme                                    | [ 6 ]         |
| 1987    | Beauty and the Beast                     | Taxista                | Episódio: "No Way Down"                      | [ 8 ]         |
| 1988    | Pat Hobby - Teamed with Genius           | Lancer / Smitty        | Telefilme                                    | [ 6 ]         |
| 1988    | Teri Garr in Flapjack Floozie            |                        | Telefilme                                    | [ 27 ]        |
| 1990    | Monsters                                 | Sr. D'Onofrio          | Episódio: "Shave and a Haircut, Two Bites"   | [ 28 ]        |
| 1991    | Gabriel's Fire                           | Taxista                | Episódio: "The Great Waldo"                  | [ 29 ]        |
| 1991    | The Whereabouts of Jenny                 | Sr. Russo              | Telefilme                                    | [ 4 ]         |
| 1992    | Till Death Us Do Part                    | Will Denton            | Telefilme                                    | [ 4 ]         |
| 1993    | The American Clock                       | Dugan                  | Telefilme                                    | [ 4 ]         |
| 1995    | The Client                               | Gerente do clube       | Episódio: "The Prodigal Father"              | [ 30 ]        |
| 1996    | NYPD Blue                                | Chernick               | Episódio: "The Nutty Confessor"              | [ 16 ]        |
| 1996    | The Rockford Files: Godfather Knows Best | Don Gaetano            | Telefilme                                    | [ 4 ]         |
| 1997    | The Ticket                               | Walt Cummings          | Telefilme                                    | [ 31 ]        |
| 1998    | The Ransom of Red Chief                  | Ensaiador              | Telefilme                                    | [ 32 ]        |
| 2001    | Chasing the Sun                          | Ele mesmo              | Documentário especial; voz                   | [ 31 ]        |
| 2005    | Joan of Arcadia                          | Vovô Deus              | Episódio: "Shadows & Light"                  | [ 16 ]        |